# Al-Zawraa
Al-Zawraa (arabiska: نادي الزوراء) är en irakisk fotbollsklubb i Karkh, Bagdad. Al-Zawraa anses vara en av de bästa irakiska fotbollsklubbarna i historien och en av dem bästa klubbarna i mellanöstern, eftersom den har vunnit flest titlar (senast säsongen 2017-2018). Klubben har blivit kända för sitt helvita matchställ och kallas för  Iraks vittrut. Al-Zawraa's rivaler är Al-Quwa Al-Jawiya. En av klubbens mest framgångsrika spelare är den irakiska legenden Falah Hassan och Ali Khadim som spelade för klubben under 70-talet. Han var en del av Iraks "gyllene lag" under den tiden och var mycket känd för sin teknik och sina dribblingar. Al-Zawraa spelar sina hemmamatcher på Al-Shaab Stadium och även Al-Zawra stadium.

## Titlar
- Irakiska Premier League (14)[1]
  - 1976, 1977, 1979, 1991, 1994, 1995, 1996, 1999, 2000, 2001, 2006, 2011, 2016, 2018
- Irak FA Cup (15)
  - 1976, 1979, 1981, 1982, 1989, 1990, 1991, 1993, 1994, 1995, 1996, 1998, 1999, 2000, 2017